# 한빛-TLV
한빛-TLV는 대한민국의 민간 우주 스타트업기업인 이노스페이스가 제작한 시험발사체로, 독자 개발한 엔진 검증용 시험발사체에 해당하며, 2023년 3월 19일 발사로, 국내 민간 기업이 발사한 첫 시험발사체가 되었다.

## 역사

### 발사
2022년 12월 16일, 이노스페이스는 독자 개발한 엔진 검증용 시험발사체 한빛-TLV의 발사 일시를 한국 시각으로 2022년 12월 19일 오후 6시로 확정했다고 밝혔다. 발사장은 브라질 알칸타라 발사 센터이며, 발사 예비기간은 21일까지로 정해졌다.
하지만 기상 문제로 연기되어 브라질 시간으로 20일 화요일 오전 6시에 발사되는 것으로 결정되었다. 이노스페이스는 "브라질 알칸타라 우주센터에서 현지시간 21일 오전 7시 2분(한국시간 21일 오후 7시 2분) 최적 발사 준비를 완료하였으나 시도가 불발됐다"고 밝혔다.
이노스페이스는 이번 시험 발사를 통해 하이브리드 로켓 엔진이 정상 작동하고 안정적인 추력을 발휘하는지 등 비행 성능을 검증할 계획이었으나, 앞서 알려진 안전관리시스템 문제는 조사 결과 자체 결함이 아니였지만, 이노스페이스측은 2023년 상반기로 발사일을 연기하기로 하였다.
기술 결함으로 연기되었던 '한빛-TLV'가 브라질 공군 산하 알칸타라 우주센터에서 현지시간 3월 19일 오후 2시 52분 발사되었다. 자체 발사대에서 점화 후 106초간 안정적으로 연소한 뒤, 4분 33초 동안 정상비행 후 브라질 해상의 안전 설정 구역 내에 정상 낙하했다. 비행 중 계측된 연소실 압력, 전기펌프 출력, 제어계통 구동, 비행 궤적 및 자세 등 비행 성능 분석 데이터를 최종 분석한 결과, 비행상황에서 엔진이 정상 작동하고 추력 안정성을 유지한 것으로 최종 확인되었다.
한빛-TLV은 브라질 공군 산하 항공과학기술부(DCTA)의 관성항법시스템 ‘SISNAV(시스나브)’ 발사체를 싣고 발사되었는데, 시스나브 또한 비행 환경 운용 성능 데이터를 정상적으로 확보하며 임무를 성공적으로 완수한 것으로 확인됐다.

### 추후 계획
2023년 50㎏급 탑재체 운송능력의 2단형 소형위성발사체인 ‘한빛-나노(HANBIT-Nano)’를 개발하여 2025년 3월 발사를 목표로 하고 있다.

## 설계

### 엔진
한빛-TLV는 추력 15t급 하이브리드 엔진의 비행 성능 검증을 개발하려는 목적으로 만들어진 1단형 시험발사체다. 이노스페이스가 독자 개발한 하이브리드 엔진은 고체 로켓과 액체 로켓의 특장점을 융합한 엔진이다. 추진제(연료)로 고체상태의 연료 파라핀과 액체상태의 산화제(LOx)를 이용하여 구조가 단순하고 추력조절이 가능하다.

### 발사체
높이 16.3ｍ에 직경 1.0ｍ, 중량 8.4t 규모다. 

## 같이 보기
- 누리호 시험발사체
- 누리호 성능검증위성